# Хорија (Тулћа)
Хорија (рум. Horia) насеље је у Румунији у округу Тулћа у општини Хорија. Oпштина се налази на надморској висини од 118 m.

## Становништво
Према подацима из 2002. године у насељу је живело 1594 становника, од којих су сви румунске националности.

### Хронологија
| Година       | 1992 | 1993 | 1994 | 1995 | 1996 | 1997 | 1998 | 1999 | 2000 | 2001 | 2002 | 2003 | 2004 | 2005 | 2006 | 2007 | 2008 | 2009 | 2010 | 2011 | 2012 | 2013 | 2014 | 2015 | 2016 | 2017 |
| ------------ | ---- | ---- | ---- | ---- | ---- | ---- | ---- | ---- | ---- | ---- | ---- | ---- | ---- | ---- | ---- | ---- | ---- | ---- | ---- | ---- | ---- | ---- | ---- | ---- | ---- | ---- |
| Становништво | 1869 | 1840 | 1786 | 1760 | 1759 | 1726 | 1710 | 1709 | 1707 | 1667 | 1635 | 1613 | 1571 | 1569 | 1545 | 1551 | 1527 | 1521 | 1516 | 1500 | 1534 | 1516 | 1483 | 1466 | 1440 | 1434 |